# Liste der römischen Kaiser (800–924)
Die Liste der römischen Kaiser führt sämtliche Herrscher von der Krönung Karls des Großen bis zum Tod Berengars von Friaul auf, die sich als Kaiser bezeichneten. Der Titel war seit der Reichsteilung von Prüm den Königen im nördlichen und mittleren Italien (ehemaliges Langobardenreich) vorbehalten, worauf sich die Angabe „König in Italien seit“ bezieht.

## Liste
| Name                                           | Kaiser seit | König in Italien seit | gestorben         |
| ---------------------------------------------- | --- | --------------------- | ----------------- |
| Karl I. der Große                              | 25. Dezember 800 (Krönung durch Papst Leo III. in Rom)                                                                                          | 774                   | 28. Januar 814    |
| Ludwig I. der Fromme                           | 11. September 813 (Krönung zum Mitkaiser in Aachen) bzw. 814 (Tod Karls des Großen) bzw. Oktober 816 (Krönung durch Papst Stephan IV. in Reims) | 818                   | 20. Juni 840      |
| Lothar I.                                      | 817 (Krönung zum Mitkaiser) bzw. Ostern 823 (Krönung durch Papst Paschalis I.) bzw. 840 (Tod Ludwigs des Frommen)                               | 822                   | 29. September 855 |
| Ludwig II. von Italien                         | 850 (Krönung zum Mitkaiser durch Papst Leo IV.) bzw. 855 (Tod Lothars I.)                                                                       | 844                   | 12. August 875    |
| Karl II. der Kahle                             | 25. Dezember 875 (Krönung durch Papst Johannes VIII.)                                                                                           | 875                   | 6. Oktober 877    |
| Karl III. der Dicke                            | 12. Februar 881 (Krönung durch Papst Johannes VIII.)                                                                                            | 879                   | 13. Januar 888    |
| Guido von Spoleto                              | 21. Februar 891 (Krönung zum Kaiser durch Papst Stephan V.)                                                                                     | 889 (Gegenkönig)      | Dezember 894      |
| Lambert von Spoleto                            | 30. April 892 (Krönung zum Mitkaiser durch Papst Formosus in Ravenna) bzw. 894 (Tod von Guido)                                                  | 889 (Mitkönig Guidos) | 15. Oktober 898   |
| Arnolf von Kärnten                             | 896 (Krönung zum Gegenkaiser durch Papst Formosus, für nichtig erklärt 898 durch Papst Johannes IX.)                                            | 894 (Gegenkönig)      | 8. Dezember 899   |
| Ludwig III. der Blinde                         | 901 (Krönung durch Papst Benedikt IV.) | 900 (Gegenkönig)      | 5. Juni 928       |
| Berengar von Friaul                            | 915 (Krönung durch Papst Johannes X.) | 888                   | 7. April 924      |
| Fortsetzung des Kaisertums mit Otto I. ab 962. | |                       |                   |